# Sven Schwarz (nadador)
Sven Schwarz (Gehrden, 31 de enero de 2002) es un deportista alemán que compite en natación.
Ganó dos medallas de plata en el Campeonato Mundial de Natación de 2025 y dos medallas de bronce en el Campeonato Europeo de Natación en Piscina Corta de 2021.
Participó en los Juegos Olímpicos de París 2024, ocupando el quinto lugar en la prueba de 800 m libre.

## Palmarés internacional
| Campeonato Mundial                  | Campeonato Mundial  | Campeonato Mundial | Campeonato Mundial |
| Año                                 | Lugar               | Medalla            | Prueba             |
| ----------------------------------- | ------------------- | ------------------ | ------------------ |
| 2025                                | Singapur (Singapur) | Medalla de plata   | 800 m libre        |
| 2025                                | Singapur (Singapur) | Medalla de plata   | 1500 m libre       |
| Campeonato Europeo en Piscina Corta |                     |                    |                    |
| Año                                 | Lugar               | Medalla            | Prueba             |
| 2021                                | Kazán (Rusia)       | Medalla de bronce  | 800 m libre        |
| 2021                                | Kazán (Rusia)       | Medalla de bronce  | 1500 m libre       |